# 万塞
万塞（法語：Vincey，法語發音：[vɛ̃sɛ] ⓘ）是法国大東部大區孚日省的一个市镇，属于埃皮纳勒区。

## 地理
万塞（48°20'13"N, 6°19'43"E）面积12.81 平方千米，位于法国大東部大區孚日省，该省份为法国东北部内陆省份，北起默兹省和默尔特-摩泽尔省，西接上马恩省，南至上索恩省和贝尔福地区省，东临上莱茵省和下莱茵省。
与万塞接壤的市镇（或旧市镇、城区）包括：埃斯涅、贝特涅圣布里斯、沙尔姆、埃沃和梅尼勒、弗里宗、朗格莱、诺姆西、波尔蒂约、于布西。

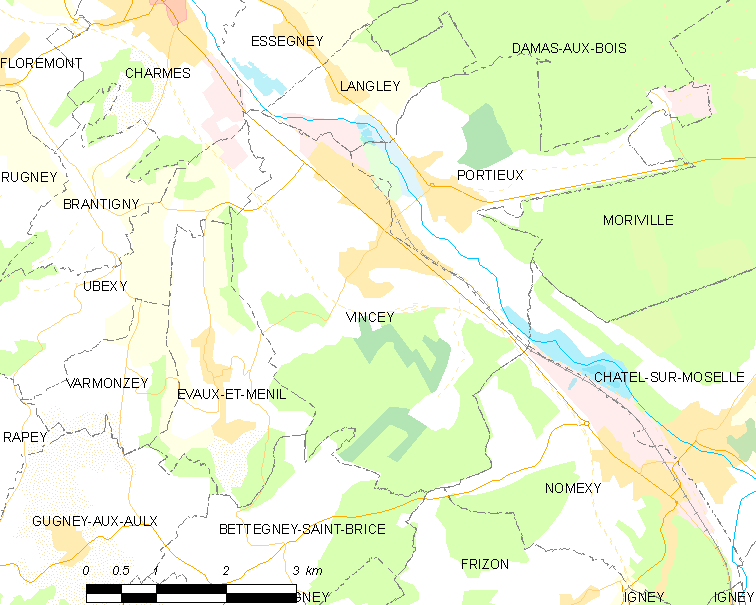
万塞的OSM定位图

万塞的时区为UTC+01:00、UTC+02:00（夏令时）。

## 行政
万塞的邮政编码为88450，INSEE市镇编码为88513。

## 政治
万塞所属的省级选区为沙尔姆县。

## 人口

1962-2008年间万塞人口变化图示

万塞于2022年1月1日时的人口数量为2073人。